# Шустово (Брянская область)
Шу́стово (в старину также Шустовка) — деревня в Жирятинском районе Брянской области, в составе Морачёвского сельского поселения. Расположена в 3,5 км к югу от села Морачёво, в 3 км к северо-востоку от села Высокое. Постоянное население с 2002 года отсутствует.

## История
Упоминается с XVIII века; бывшее владение Безобразовых, Небольсиных и других помещиков. Состояла в приходе села Морачёво.
С 1861 по 1924 год входила в Княвицкую волость Брянского (с 1921 — Бежицкого) уезда; с 1924 года в Жирятинскую волость, с 1929 в Жирятинский район, а при его временном расформировании (1932—1939, 1957—1985) — в Жуковский район.
С 1920-х гг. по 2005 входила в Морачёвский сельсовет. В 1964 году присоединена деревня Грицово.
| Годы      | 1866 | 1926 | 1979 | 1989 | 1999 | 2002 | 2010 |
| --------- | ---- | ---- | ---- | ---- | ---- | ---- | ---- |
| Население | 190  | 374  | 51   | 0    | 1    | 0    | 0    |